# Прапор Конотопського району
Пра́пор Коното́пського райо́ну — один з двох офіційних символів Конотопського району Сумської області поряд з гербом району. Затверджений 24 червня 2022 року XIII сесією Конотопської районної ради VIII скликання.

## Опис

### Прапор 2022 року
Прямокутне двоколірне полотнище зі співвідношенням сторін 2:3, у верхній жовтій горизонтальній смузі, що займає 2:3 полотна, зображено герб району, нижня блакитна смуга займає 1:3 полотна. Герб розміщено в центрі жовтої смуги. Висота щита герба на прапорі може становити від 2:5 до 1:2 ширини полотнища. На прапорі бортик-облямівка щита не використовується. Кольорова гамма прапору зумовлена геральдичними традиціями регіону та відображає аграрний характер району та його багаті водні ресурси.

### Прапор 2000 року

Прапор Конотопського району (2000—2020)

Прапор Конотопщини, затверджений 25 жовтня 2000 року XI сесією Конотопської районної ради III скликання, являє собою прямокутне полотнище (відношення довжини до ширини 2:3) синього кольору із зображенням в його центральній частині герба району. Співвідношення висоти гербового щита до висоти прапора дорівнює 2:3.
- Синій колір символізує небо, води річок Конотопщини.
- Золотий колір символізує шляхетність і заможність.

Прапор є символом місцевого самоврядування, а також відображає історію та традиції Конотопщини.
| Схема   | Насичений блакитний | Золотий            |
| ------- | ------------------- | ------------------ |
| Pantone | Pantone Coated 301  | Pantone Coated 108 |
| Lab     | 48, 10, -54         | 90, -9, 87         |
| RAL     | 5023 Distant blue   | 1016 Sulfur yellow |
| RGB     | 24, 115, 206        | 255, 228, 25       |
| CMYK    | 88, 44, 0, 19       | 0, 11, 90, 0       |
| HEX     | #1873ce             | #ffe419            |
| Websafe | #0066cc             | #ffcc00            |